# Patterson (Luisiana)
Patterson é uma cidade localizada no estado americano de Luisiana, na Paróquia de St. Martin.

## Demografia
Segundo o censo americano de 2000, a sua população era de 5130 habitantes.
Em 2006, foi estimada uma população de 5222, um aumento de 92 (1.8%).

## Geografia
De acordo com o United States Census Bureau tem uma área de
6,4 km², dos quais 6,4 km² cobertos por terra e 0,0 km² cobertos por água. Patterson localiza-se a aproximadamente 3 m acima do nível do mar.

## Localidades na vizinhança
O diagrama seguinte representa as localidades num raio de 24 km ao redor de Patterson.